# Vaskrääma
Vaskrääma – wieś w Estonii, w prowincji Parnawa, w gminie Paikuse.